# Kolpingstraße 16 (Sontheim)

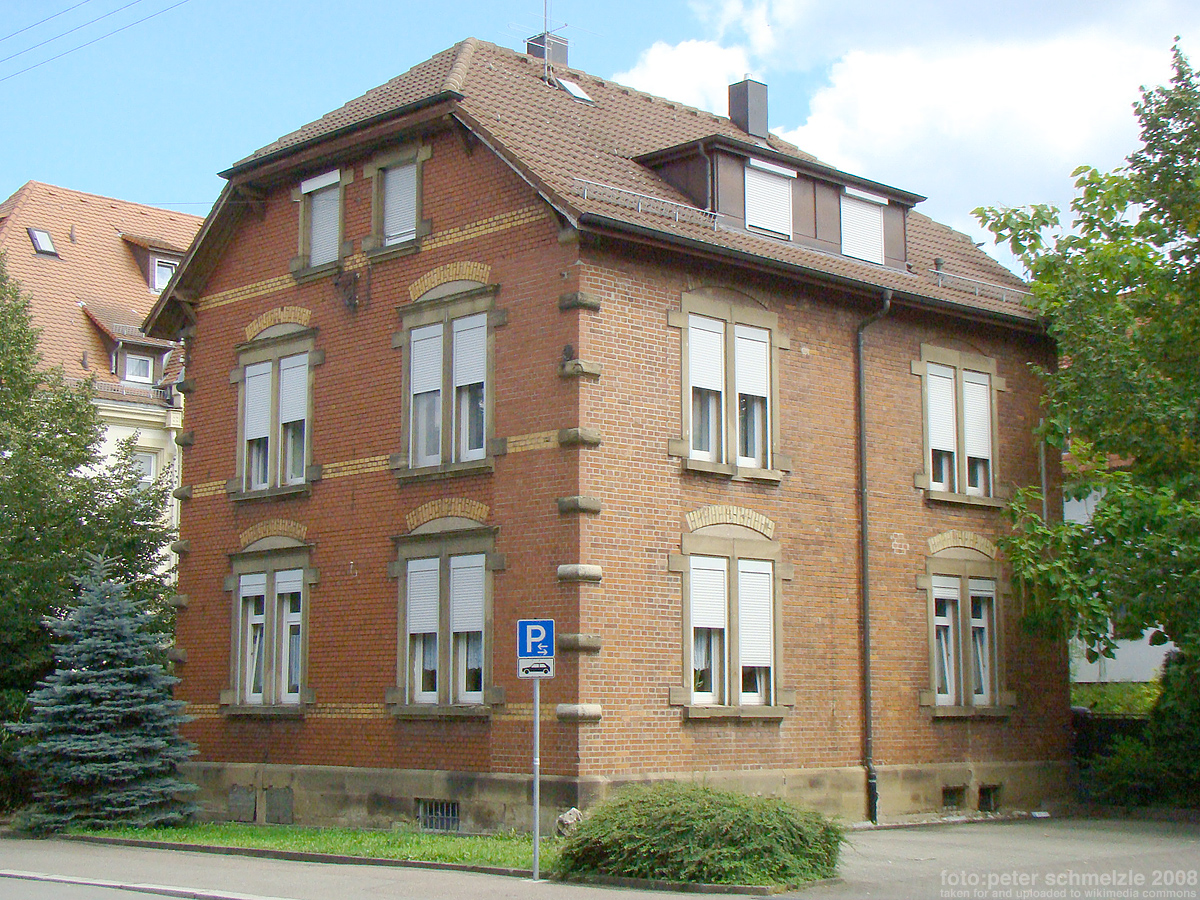
Kolpingstraße 16 in Heilbronn-Sontheim

Das Gebäude Kolpingstraße 16 in Sontheim ist ein geschütztes Kulturdenkmal.

## Beschreibung
Das Wohnhaus ist ein giebelständiger, zweistöckiger Sichtziegelbau mit Krüppelwalmdach. Die Fassade wird spiegelsymmetrisch durch Fensterachsen gegliedert. Die Zwillingsfenster bestehen jeweils aus hohen, rechteckigen Fenstern. Diese werden durch einen gemeinsamen  Segmentbogen in farbig, kontrastierendem Sichtziegelwerk als Fensterbekrönung zusammengefasst. Die Gewände der Zwillingsfenster sowie die flachen Bossen an der Fensterlaibung als auch die Eckquaderung an den Gebäudenecken sind aus Sandstein. Weitere horizontale Gesimse werden im farbig, kontrastierenden Sichtziegelwerk dargestellt.
Das Gebäude diente als Wohnung für die Arbeiter und Angestellten der Zwirnerei Ackermann.